# Porisma
Un porisma (también se puede escribir como porismo, del griego "πόρισμα" -porismá- con el significado de expediente, conclusión o corolario) es una proposición matemática o corolario. En particular, el término "porisma" se ha utilizado para referirse a un resultado directo de una prueba, análogamente a cómo se hace con un corolario en referencia a un resultado directo de un teorema. En el uso moderno, un "porisma" es una relación que se mantiene para un rango infinito de valores, pero solo si se asume una determinada condición, como por ejemplo en el caso de la Cadena de Steiner.
El término proviene de tres libros de Euclides conteniendo porismas, que se han perdido. Debe tenerse en cuenta que una proposición puede no haber sido probada, por lo que un porisma puede no ser un teorema, o llegado el caso, incluso puede no ser cierto.

## Historia

### Orígenes
El tratado que ha dado lugar a este concepto son los Porismas de Euclides, el autor de los Elementos. Todo lo que se sabe de este tratado perdido se debe a la Colección de Pappus de Alejandría, que lo menciona junto con otros tratados geométricos y da una serie de lemma necesarios para comprenderlo. Pappus afirma:
Los porismas de todas las clases no son ni teoremas ni problemas, sino que ocupan una posición intermedia entre los dos, de modo que sus enunciados pueden expresarse como teoremas o problemas, y en consecuencia algunos geómetras piensan que son realmente teoremas, y otros que son problemas, guiados únicamente por la forma de la enunciación. Pero está claro a partir de las definiciones que los antiguos geómetras entendieron mejor la diferencia entre las tres clases. Los geómetras más antiguos consideraban un teorema como dirigido a probar lo que se propone, un problema como dirigido a construir lo que se propone, y finalmente un porisma como dirigido a encontrar lo que se propone (εἰς πορισμὸν αὐτοῦ τοῦ προτεινομένου).
Pappus continúa diciendo que esta última definición fue cambiada por ciertos geómetras posteriores, quienes definieron el porisma en el terreno de una característica accidental como "τὸ λεῖπον ὑποθέσει τοπικοῦ θεωρήματος" (a leîpon hypothései topikoû theōrḗmatos), lo que no llega a un locus-teorema por una (o en su) hipótesis. Proclo señala que la palabra "porisma" se usó en dos sentidos. Un sentido es el de "corolario", como resultado no buscado, por así decirlo, pero visto a partir de un teorema. En el otro sentido. el "porisma", no agrega nada a la definición de "los geómetras más antiguos", excepto para decir que el hallazgo del centro de un círculo y el hallazgo de la mayor medida común son porismas.
Desde los siglos XVII hasta el XIX, este tema parece haber fascinado mucho a los matemáticos, y muchos geómetras han intentado restaurar los porismas perdidos. Albert Girard afirma en su Traité de trigonometrie (1626) que espera publicar una restauración. Casi al mismo tiempo, Pierre de Fermat escribió un breve trabajo bajo el título Porismatum euclidaeorum renovata doctrina et sub forma isagoges recentioribus geometeis exhibita (véase uvres de Fermat , i., París, 1891); pero dos de los cinco ejemplos de porismas que da, por lo menos, no entran dentro de las clases indicadas por Pappus.

### Análisis posterior
Robert Simson fue el primero en arrojar luz real sobre el tema. Primero tuvo éxito al explicar las únicas tres proposiciones que Pappus indica con total exactitud. Esta explicación fue publicada en las "Transacciones filosóficas" en 1723. Más tarde investigó el tema de los porismas en general en una obra titulada De porismatibus traclatus; quo doctrinam porisrnatum satis explicatam, et in posterum ab oblivion tutam fore sperat auctor, y publicado después de su muerte en un volumen titulado Roberti Simson opera quaedam reliqua (Glasgow, 1776).
El tratado de Simson, "De porismatibus", comienza con definiciones de teorema, problema, dato, porisma y locus. Respetando el porisma, Simson comenta que la definición de Pappus es demasiado general y, por lo tanto, la sustituye por unos conceptos más precisos. Un locus (dice Simson) es una especie de porisma. Luego sigue una traducción latina de la nota de Pappus sobre los porismas y las proposiciones que forman la mayor parte del tratado. Estos son los treinta y ocho lemas de Pappus relacionados con los porismas, diez casos de la proposición relativos a cuatro líneas rectas, veintinueve porismas, dos problemas de ilustración y algunos lemas preliminares.
Las memorias de John Playfair ("Trans. Roy, Soc. Edin.", 1794, volumen iii), una especie de continuación del tratado de Simson, tenían como objeto especial la investigación del origen probable de los porismas, es decir, de los pasos que llevaron a los antiguos geómetras a su descubrimiento. Playfair comentó que la investigación cuidadosa de todos los posibles casos particulares de una proposición mostraría que (1) bajo ciertas condiciones un problema se vuelve imposible; (2) bajo ciertas otras condiciones, indeterminado o capaz de un número infinito de soluciones. Estos casos podían enunciarse por separado, eran intermedios entre teoremas y problemas, y se llamaban "porismas". En consecuencia, Playfair definió un porísma así: "Una proposición que afirma la posibilidad de encontrar condiciones tales que vuelvan un determinado problema indeterminado o capaz de innumerables soluciones".
Aunque esta definición de porisma parece ser la más favorecida en Inglaterra, la opinión de Simson ha sido generalmente aceptada en el extranjero, y contó con el apoyo de Michel Chasles. Sin embargo, en el "Journal de mathematiques pures et appliquées" de Liouville (volumen xx., julio de 1855), P. Breton publicó "Recherches nouvelles sur les porismes d'Euclide", en la que dio una nueva traducción del texto de Pappus, y trató de basar en eso una visión de la naturaleza de un porísma que se ajustaba más a las definiciones en Pappus. Esto fue seguido en la misma revista y en "La Science" por una controversia entre Breton y A. J. H. Vincent, que cuestionó la interpretación dada por el primero del texto de Pappus, y se declaró a favor de la idea de Schooten, presentada en sus "Mathematicae exercitationes" (1657), en las que da el nombre de "porisma" a una sección. Según Frans van Schooten, si las diversas relaciones entre líneas rectas en una figura se escriben en forma de ecuaciones o proporciones, entonces la combinación de estas ecuaciones en todas las formas posibles, y de las nuevas ecuaciones así derivadas de ellas conduce al descubrimiento de innumerables nuevas propiedades de la figura, y aquí tenemos "porismas".
Las discusiones, sin embargo, entre Breton y Vincent, a las que C. Housel también se unió, no llevaron adelante el trabajo de restauración de los Porismas de Euclides, que se dejó para Chasles. Su obra (Les Trois livres de porismes d'Euclide, París, 1860) hace un uso completo de todo el material encontrado en Pappus. Pero se puede dudar de que sea una reproducción exitosa del trabajo real de Euclides. Por lo tanto, en vista de la relación secundaria en la que los lemas de Pappus se destacan por las obras a las que se refieren, parece increíble que los primeros siete de treinta y ocho lemas sean realmente equivalentes (como lo hace Chasles) a los primeros siete Porimas de Euclides. Nuevamente, Chasles parece haber estado equivocado al hacer que los diez casos del Porisma de cuatro líneas comiencen el libro, en lugar del porisma de intersección enunciado por completo por Pappus, al que el "lema del primer Porisma" se relaciona de manera inteligible, siendo un caso particular.
Una hipótesis interesante sobre los porismas fue presentada por H. G. Zeuthen (Die Lehre von den Kegelschnitten im Altertum, 1886, cap. Viii). Observando, por ejemplo, que el porisma de intersección sigue siendo cierto si los dos puntos fijos son puntos sobre una cónica, y las líneas rectas atravesadas se cruzan sobre la cónica en lugar de sobre una línea recta fija, Zeuthen conjetura que los Porismas fueron un producto de una geometría proyectiva completamente desarrollada de cónicas. Es un hecho que el Lema 31 (aunque no hace mención de una cónica) corresponde exactamente al método de Apolonio para determinar los focos de una cónica central (Cónicas, iii. 4547 con 42). Los tres porismas establecidos por Diofanto de Alejandría en su Arithmetica son proposiciones en la teoría de los números, puediéndose todos enunciarse en la forma "podemos encontrar números que satisfagan tales y tales condiciones"; por lo tanto, son lo suficientemente análogos al porisma geométrico como se define en Pappus y Proclo.